# Sitio de Kassel (1761)
El sitio de Kassel, llevado a cabo en marzo de 1761, fue un intento fallido del duque Fernando de Brunswick para capturar Kassel, la capital de Hesse-Kassel, en manos de los franceses. Brunswick levantó el asedio después de que las fuerzas del duque de de Broglie infligieran fuertes bajas a las suyas en la batalla de Grünberg, lo que hizo insostenible la continuación del asedio.